# Syntagma kata stoicheion

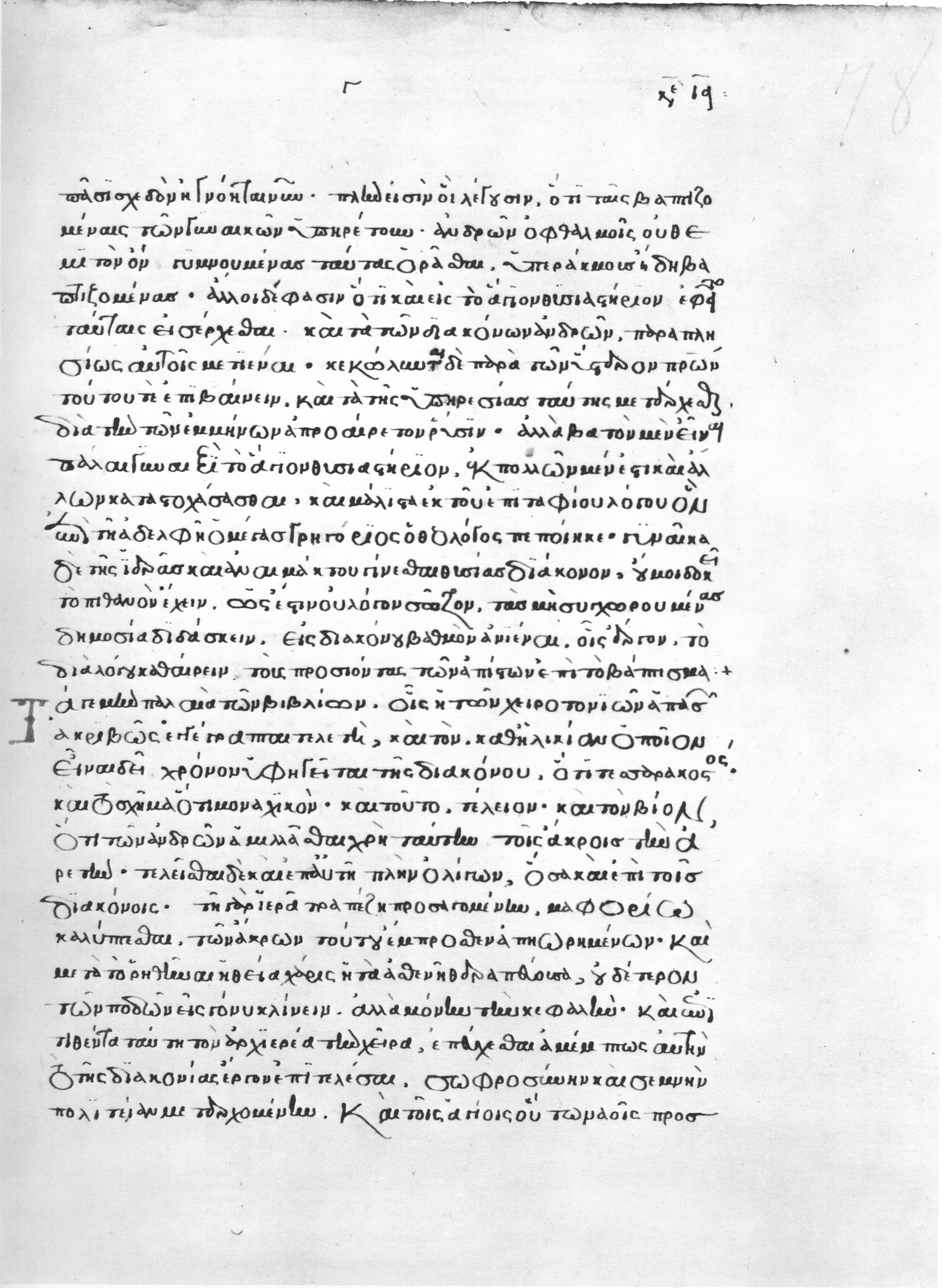
Das Syntagma kata stoicheion in der 1368/69 geschriebenen Handschrift Rom, Biblioteca Casanatense, Codex 449, fol. 78r

Das Syntagma kata stoicheion (griechisch Σύνταγμα κατὰ στοιχεῖον ‚alphabetische Zusammenstellung‘; in der älteren Literatur auch Syntagmata canonum) ist ein spätbyzantinisches Rechtsbuch.
Das Syntagma kata stoicheion ist ein in die 24 Buchstaben (στοιχεῖα) des griechischen Alphabets eingeteiltes Handbuch des byzantinischen kirchlichen und weltlichen Rechts, das im Jahre 1334/45 von dem in Thessaloniki ansässigen Hieromonachos Matthaios Blastares kompiliert wurde. Der Schwerpunkt des Werkes liegt auf dem Kirchenrecht, das durch Paraphrasen von Kanones der Synoden und Kirchenväter (einschließlich von deren Kommentierungen durch Theodoros Balsamon) ziemlich vollständig dargestellt ist; unter der Rubrik „(weltliche) Gesetze“ (νόμοι [πολιτικοί]) werden häufig aber auch Quellen des weltlichen Rechts wiedergegeben.
Ein besonders langes Kapitel (M 15) ist den Klöstern und Mönchen gewidmet. Das Quinisextum wird von Mattaios Blastares ausdrücklich als ökumenisches Konzil bezeichnet.
Das Werk wurde – wohl vom Autor selbst – mit mehreren Anhängen versehen, insbesondere Kanones des Patriarchen Nikephoros I., einem Auszug aus dem fälschlich dem Patriarchen Ioannes IV. Nesteutes zugeschriebenen „Kanonikon“, Erotapokriseis (Fragen und Antworten) des Niketas von Herakleia und des Ioannes von Kitros, versifizierten Listen der Hofämter des Kaiserpalastes und der Großen Kirche von Konstantinopel sowie einem Lexikon lateinischer Rechtstermini.
Das Syntagma kata stoicheion ist die am häufigsten (in weit über 200 Handschriften) überlieferte Kompilation des byzantinischen Rechts. Es wurde zur Zeit von Stefan Uroš IV. Dušan ins Serbische, etwa 1498 von Kunalis Kritopulos ins Neugriechische, im 16. Jahrhundert ins Bulgarische und im 17. Jahrhundert ins Russische übersetzt.

## Ausgaben
- William Beveridge (Hrsg.): Συνοδικόν sive Pandectae canonum […], Oxford 1672, 2 Bände, Band 2, Teilband 2, S. 1–271. [= Editio princeps mit lateinischer Übersetzung; Digitalisat: Google books.]
- Georgius A. Rhalles, Michael Potles (Hrsg.): Σύνταγμα τῶν θείων καὶ ἱερῶν κανόνων, 6 Bände, Athen 1852–59, Band 6, S. 1–518. (In der Forschung verwendete Ausgabe); Digitalisat: https://anemi.lib.uoc.gr
- Jacques-Paul Migne (Hrsg.): Patrologiae cursus completus. Series graeca Band 144, Sp. 959–1400 und 145, Sp. 9–212. [Nachdruck der editio princeps.]